# Pyrgiscilla otakauica
Pyrgiscilla otakauica är en snäckart som beskrevs av Laws 1937. Pyrgiscilla otakauica ingår i släktet Pyrgiscilla och familjen Pyramidellidae. Inga underarter finns listade i Catalogue of Life.